# Улица Василия Ерёмина
У́лица Васи́лия Ерёмина (прежние названия За́городная, Ключевска́я) — улица в жилом районе «Центральный» Железнодорожного административного района Екатеринбурга.

## Происхождение и история названий
Первоначальное название улицы — Загородная — впервые зафиксировано на плане Е. Н. Короткова в 1880 году. Уже через семь лет улица имела новое название — Ключевская, по Макаровскому ключу, который здесь находился и из которого брали воду все жители Мельковки и съезжались городские водовозы.
Своё современное название улица получила 18 января 1959 года на основе решения свердловского горисполкома от 30 октября 1958 года в честь одного из комсомольских деятелей на Урале — Василия Ивановича Ерёмина (1899—1919), расстрелянного в Екатеринбурге белогвардейцами.

## Расположение и благоустройство
Улица Василия Ерёмина проходит параллельно улице Свердлова (с севера на юг), начинаясь от улицы Братьев Быковых и заканчиваясь у переулка Красный. До сноса застройки вблизи территории киноконцертного театра «Космос» улица Ерёмина выходила на улицу Горького. Так, ещё в конце 1980-х годов улица доходила на юге до площади Дзержинского.
Протяжённость сохранившегося участка улицы составляет около 280 метров. Ширина проезжей части — около семи метров (по одной полосе в каждую сторону).
На протяжении улицы имеется один светофор, нерегулируемых пешеходных переходов имеется 1.

## История
Небольшая улочка, названная позднее Загородной, появилась между 2-й и 3-й Мельковскими улицами во второй половине XIX века, когда завершилось формирование улично-дорожной сети Мельковской слободы. Через улицу протекал небольшой ручей под названием Акулинка (другая Акулинка протекала на территории Хлебной площади). Из-за своей незначительной величины он не попал ни на один план города. Акулинка собирала стоки и воду с топких мест слободы и несла их в болото между 1-й и 2-й Мельковской улицами. Весной ручей затапливал подполья домов улицы, создавая неудобство жителям. Всего на улице имелось около десятка домов, заселённых в основном семьями рабочих и ремесленников.
В настоящее время улица застроена многоэтажной жилой застройкой.

## Транспорт

### Наземный общественный транспорт
Движение общественного транспорта по улице не осуществляется. Ближайшая остановка — «Метро Динамо» (Красный переулок).

### Ближайшие станции метро
В 100 м от конца улицы находится станция метро  «Динамо».